# Fabian Tobias
Fabian Tobias (* 2. November 1978 in Hilden) ist ein deutscher Fernsehproduzent und Medienmanager. Er ist Managing Director von EndemolShine Germany und EndemolShine Polska sowie Mitglied im Aufsichtsrat der B&B EndemolShine (Schweiz).

## Leben
Fabian Tobias ist Diplom-Medienökonom. Seine Fernsehkarriere begann er 2001 bei der Endemol Deutschland GmbH. Er produzierte für verschiedene Produktionsfirmen und Sender die Formate Klein gegen Groß (ARD), Zeig mir deine Welt (ARD, Bayerischer Fernsehpreis für Moderator Kai Pflaume), Hell’s Kitchen (Sat.1), Ich bin ein Star - Holt mich hier raus (RTL), Kaum zu glauben (NDR) und Das Superhirn (ZDF).
Als Leiter der Abteilung Show & Factual bei der TV-Produktionsfirma Endemol Shine Germany GmbH verantwortete er u. a. Sendungen wie Wer wird Millionär (RTL), Hot oder Schrott (VOX), 6 Mütter (VOX) und Comedians der Welt (Netflix).
Im Juli 2019 wurde Fabian Tobias Mitglied der Geschäftsführung der Brainpool TV GmbH und produzierte dort Formate wie Der Deutsche Comedypreis (RTL), Alle gegen Einen (ProSieben), Big Performance (RTL) und Das große Sat.1-Promiboxen. Seit 2020 ist er Managing Director der zur Banijay Deutschland Gruppe gehörenden Produktionsfirma Endemol Shine Germany. Er verantwortet dort u. a. Formate wie The Masked Singer (ProSieben), Promi Big Brother (SAT.1), Kitchen Impossible (VOX), Promis unter Palmen (SAT.1) und Masterchef (Sky).
Im Oktober 2020 wurde Fabian Tobias auf Platz 28 der Top 100 Out Executives Liste gewählt, die Manager in Führungspositionen auszeichnet, die an ihrem Arbeitsplatz offen dazu stehen, LGBTQIA+ zu sein. Seit 2021 ist er zudem Mitglied im Aufsichtsrat der B&B EndemolShine (Schweiz) und seit 2023 Managing Director der EndemolShine Polska.
Fabian Tobias lebt in Köln. Er wuchs in Solingen auf und ist verheiratet.